# Tenacious D in The Pick of Destiny
Tenacious D: The Pick of Destiny (Tenacious D: La Púa del Destino en Hispanoamérica, Tenacious D: Dando la nota en España, Delirios de Fama en Argentina y Reyes del Rock en México) es una película de género comedia musical del año 2006, dirigida por Liam Lynch. La película está protagonizada por Tenacious D, una banda de rock formada por los actores y músicos Jack Black y Kyle Gass. La trama cuenta los orígenes de la agrupación de manera cómica y fantasiosa.
A lo largo de la película hay cameos de celebridades como Ben Stiller, Tim Robbins, Amy Adams, Amy Poehler, John C. Reilly, Ronnie James Dio, Meat Loaf y Dave Grohl.

## Sinopsis
Con el afán de poderse convertir en la mejor banda de todos los tiempos, dos holgazanes se embarcan en una misión para robar una púa de guitarra legendaria, del Museo de Historia del Rock and Roll, que otorga a sus poseedores increíbles habilidades con la guitarra, y así convertirse en grandes leyendas del rock.

## Trama
El joven JB (Jack Black) decide huir de casa, lejos de su familia religiosa, después de que su padre le prohibiera seguir escuchando Heavy metal. Siendo la ciudad de Hollywood su meta, para poder formar a la más grandiosa banda de rock. Siendo ya mayor logra llegar a su destino, y conoce a un guitarrista callejero llamado KG (Kyle Gass), a quien empieza a adorar por sus habilidades con la guitarra. JB intenta hacer que KG le de clases de guitarra, pero pasa a ser rechazado. Posteriormente en la noche, un malogrado y solitario JB se queja en una banca, segundos antes de ser agredido por una pandilla. KG, que iba pasando cerca, se compadece de JB y acepta enseñarle y darle asilo en su departamento. KG alimenta la fantasía de JB pretendiendo ser famoso con su propia banda (The Kyle Gass Project), y lo explota a hacer trabajos como limpiar su departamento y comprarle marihuana, bajo la promesa de que JB pueda hacer una audición para su banda inexistente.
Después de que JB se enterara de que KG es en realidad desempleado y vive del dinero que le mandan sus padres, decide confrontarlo. Pero KG se disculpa con JB al regalarle una nueva guitarra. De este modo ambos deciden seguir siendo amigos, pero crean su propia banda, Tenacious D. Nombre sacado a partir de unas marcas de nacimiento que ambos poseen en sus glúteos. Ambos comienzan a escribir canciones para tocar en bares y así ganar dinero, después de que los padres de KG dejaran de mandarle dinero para el arriendo, pero no logran tener éxito alguno.
Pronto JB y KG se enteran del secreto más oscuro del rock: todas las leyendas del rock han utilizado la misma púa de guitarra, “la Púa del Destino”, la cual tiene poderes sobrenaturales. Un empleado de una tienda de instrumentos les cuenta que la púa había sido creada por un mago oscuro hace cientos de años, utilizando un pedazo del diente de Satanás, como regalo a un herrero que salvó su vida cuando intentando invocar a Satanás, este estuvo a punto de matarlo. Pero el herrero logra aventarle un martillo al Diablo, que le rompe el diente, y el hechicero hace un conjuro para que Satanás regrese al infierno y no pueda regresar a la tierra hasta que vuelva a estar completo. La púa le otorga a su portador poderes poco naturales con instrumentos de cuerda. Con el tiempo, la púa ha sido llevada de mano en mano por varios de los más legendarios guitarristas en la historia del rock y el metal. Obsesionados con la idea de volverse las próximas leyendas del rock, JB y KG inmediatamente preparan una búsqueda para robar la Púa del Destino, que está exhibida en el Museo de la Historia del Rock. Durante el camino, la banda temporalmente se separa cuando KG decide que el sexo (siendo lo primero en el famoso lema “Sexo, Drogas y Rock & Roll”) es más importante que la amistad y abandona a JB para ir de fiesta con varias chicas que conoce en un lugar de comida. Mientras tanto JB decide seguir con la misión.

Ilustración de la Púa del Destino.

Eventualmente ambos se reúnen después de que KG fuera expulsado de la fiesta cuando se dieron cuenta de que no era un músico famoso, como él había contado a las chicas para parecer interesante. Después, ambos logran entrar al museo de noche y robar la Púa del Destino. Tras una persecución de la policía, logran escabullirse y poder llegar a casa armados con la púa sobrenatural. De este modo deciden ir un concurso de talentos en el bar local donde solían tocar, pero antes de que puedan subir al escenario, comienzan a discutir sobre quién utilizará la púa primero y a forcejear con ella, rompiéndola en dos partes accidentalmente. El dueño del bar sale a avisarles que ellos siguen de tocar, pero al verlos lamentándose por haber roto la púa, les convence de que vayan al concurso sin ella, diciéndoles que el verdadero talento siempre ha estado en ellos mismos. Así logra que JB y KG vayan dentro del bar a tocar sin la púa.
Al poco tiempo, JB y KG deciden regresar en búsqueda de la púa, pensando que podrían usar una mitad cada quien, pero se dan cuenta de que el dueño del bar que estaba afuera es en realidad Satanás en forma humana, quien se pone la Púa del Destino de vuelta en su boca. Estando completo de nuevo, obtiene sus poderes sobrenaturales en la tierra y amenaza con destruir el mundo, siendo Tenacious D sus primeras víctimas. Antes de que Satanás pueda hacer algo, JB lo desafía a un duelo de rock, bajo los términos de que, si Tenacious D gana, Satán debe volver al infierno y pagar el arriendo de su departamento, pero si ellos pierden, Satán se llevará a KG al infierno y lo hará su esclavo sexual. Tras el duelo, Satanás declara que su rock es mejor e intenta disparar a KG con un rayo de energía. JB salta en su dirección para  protegerlo y el rayo rebota en su guitarra, rompiendo un pedazo del cuerno de Satán. Estando Satán incompleto de nuevo, JB lo envía de vuelta al infierno con el mismo conjuro que habría hecho el hechicero hace siglos con su diente.
JB y KG regresan a sus vidas cotidianas, pero transforman el cuerno de Satán en el “Bong del Destino” (pipa para fumar marihuana), y la historia termina con ambos fumando de él para inspirarse a escribir nuevas canciones.

## Reparto
Personajes relevantes durante la trama:
| Actor            | Personaje                                              |
| ---------------- | ------------------------------------------------------ |
| Jack Black       | Él mismo, apodado “Jables” o JB                        |
| Troy Gentile     | Joven JB                                               |
| Kyle Gass        | Él mismo, apodado “Kage” o KG                          |
| Ronnie James Dio | Él mismo                                               |
| Dave Grohl       | Satanás                                                |
| Meat Loaf        | Bud Black (padre de JB)                                |
| JR Reed          | Lee (repartidor de pizzas que hace amistad con el duo) |
| Ben Stiller      | Empleado del centro de guitarras                       |
| Paul F. Tompkins | Presentador del bar                                    |
| Tim Robbins      | Extraño que descubre el plan de Tenacious D            |
| John C. Reilly   | Sasquatch                                              |

## Recepción crítica
Tenacious D in The Pick of Destiny recibió críticas mixtas. En Rotten Tomatoes la película tiene una calificación aproximada de 52% sobre la base de 124 reseñas. El consenso del sitio declara: «Los fanáticos de Tenacious D encontrarán esta película divertida; los demás verán solo una película conceptual de poca cultura y un pequeño montón de chistes alargados pasados de la marca de los 100 minutos.».
Brian Lowry, de la revista Variety, dijo: «Lucha en ocasiones por rellenar incluso sus relativamente breves 90 minutos, pero ofrece algunas risas genuinas, si bien modestas por el camino».

## Banda sonora
Las canciones que se usan para la banda sonora de la película fue compuesta por el grupo Tenacious D, el cual a su vez conforma el segundo álbum de estudio del duo conformado por Jack Black y Kyle Gass. El álbum titulado al igual que la película, The Pick Of Destiny, contiene todas las canciones de la película así como conversaciones de la película entre las canciones.
Tras el estreno de la película, Tenacious D hizo una gira mundial para publicitar tanto la película como el álbum, llamada The Pick of Destiny Tour. La gira comenzó en el año 2006 y terminó en 2007. El grupo únicamente estuvo en países de Norteamérica, Europa y Oceanía.[cita requerida]